# Casa Petra de la Riva
La Casa Petra de la Riva es un palacio situado en la plaza de Rafael Rivero de Jerez de la Frontera (Andalucía, España). Fue residencia de Diego López de Morla y Virués, Conde de Villacreces, que luego fundaría la Caja de Ahorros de Jerez en 1834.

## Historia
Este Palacio, situado en la histórica y de intramuros plaza Rafael Rivero, fue residencia del Conde de Villacreces. Actualmente es una residencia privada, propiedad de los herederos de Domecq de la Riva.
Experimentó una intensa reforma en 1925., sobre todo en la fachada.

## Descripción

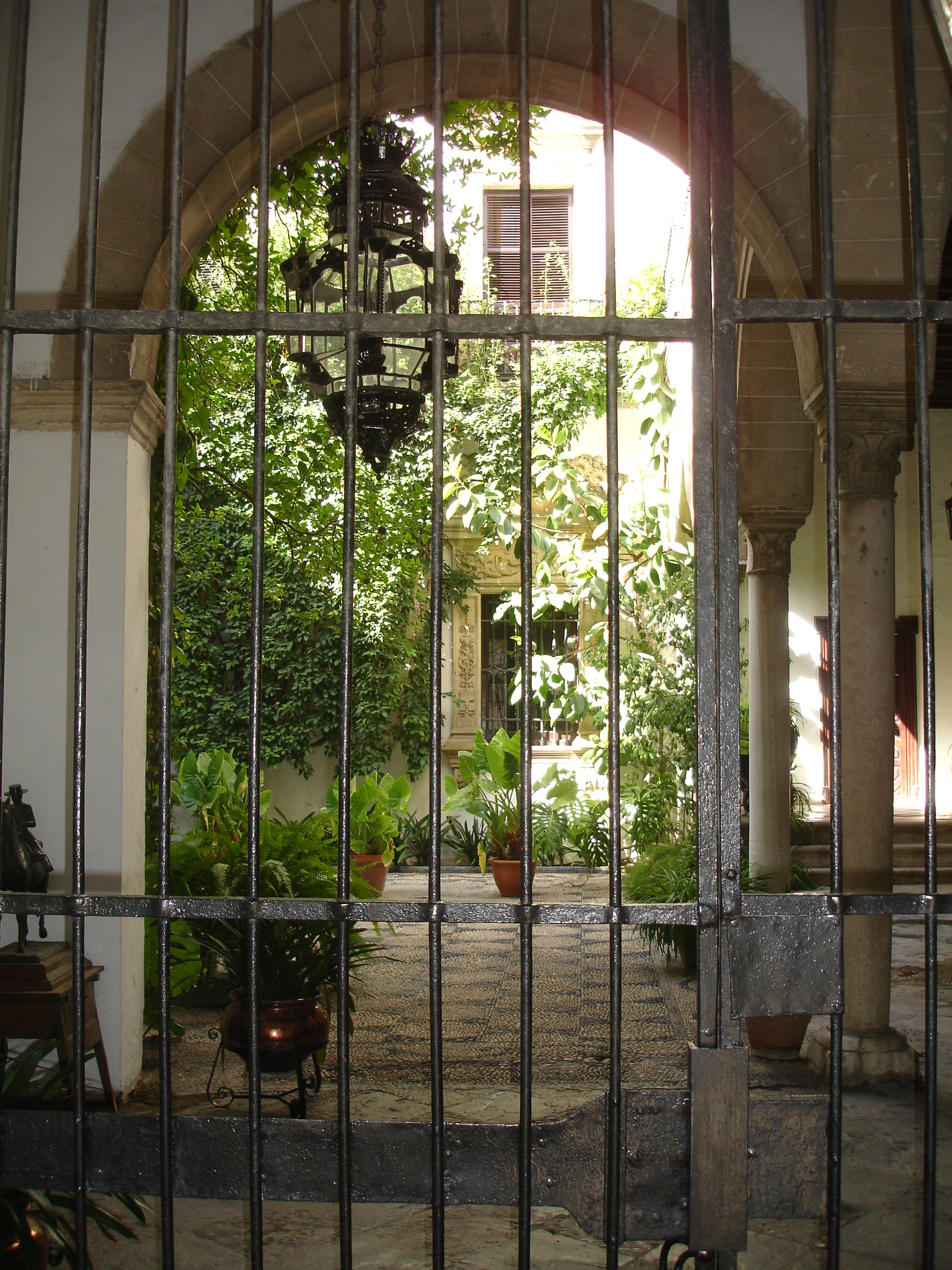
Patio interior

Fachada de corte neoclásico, flanqueada por dos pares de columnas jónicas que sostienen un artístico balcón principal. Dos estatuas representando sendos soldados es su principal motivo de adorno. 
Tras la portada y su cancel de hierro forjado, se accede a un patio sombreado y fresco, lleno de enredaderas y que como muchos palacios jerezanos, sólo dispone columnas a su derecha.
Aunque la construcción es de una época anterior, la fachada es una aportación de comienzos del siglo XX.